# Dr. Seltsam oder: Wie ich lernte, die Bombe zu lieben
Dr. Seltsam oder: Wie ich lernte, die Bombe zu lieben (Originaltitel: Dr. Strangelove or: How I Learned to Stop Worrying and Love the Bomb) ist ein satirischer Film von Stanley Kubrick aus dem Jahr 1964 über den Kalten Krieg und die nukleare Abschreckung. Er basiert auf dem Roman Bei Rot: Alarm! Der Roman des Drucktastenkriegs (Originaltitel: Red Alert) von Peter George. In Großbritannien und den Vereinigten Staaten kam der Film am 29. Januar 1964 in die Kinos, in der Bundesrepublik Deutschland am 10. April 1964.

## Handlung
Der Film schildert, wie der geistesgestörte US-Air-Force-General Jack D. Ripper auf eigene Faust versucht, einen Atomkrieg gegen die Sowjetunion auszulösen, indem er den ihm unterstellten B-52-Bombern auf dem Luftwaffenstützpunkt Burpelson den Befehl zum Angriff erteilt. Ripper ist von einem sowjetischen Geheimplan überzeugt, dem er zuvorkommen will; angeblich sollen die „wertvollen Körpersäfte“ der Menschen in den USA unter anderem durch Fluoridierung des Trinkwassers zersetzt werden. Dieses „Geheimwissen“ war ihm bewusst geworden, als er nach dem Sexualakt eine tiefe Erschöpfung verspürte.
Seine Untergebenen hat er instruiert, den Stützpunkt unter allen Umständen zu verteidigen, da „die Roten“, womöglich gar als US-amerikanische Soldaten verkleidet, die Basis angreifen könnten. Außerdem hat er zur Unterbindung von Täuschungsmanövern des Gegners alle Telefon- und Datenverbindungen kappen und alle Radiogeräte einsammeln lassen.
Bei einer Krisensitzung im War Room des Pentagons informiert General Buck Turgidson den US-Präsidenten Muffley über die Situation. Die Bomber seien auf dem Weg und könnten nicht mehr zurückgerufen werden, da nur Ripper den Rückrufcode kennt, und das Ausprobieren aller Möglichkeiten zwei Tage dauert. Die Sowjetunion würde mit Sicherheit zurückschlagen. Turgidson schlägt dem Präsidenten daher vor, alle verfügbaren Atomwaffen gegen die Sowjetunion einzusetzen, um so den vollständigen Sieg zu erringen. Die eigenen Verluste könnte man so bei „akzeptablen“ 10 bis 20 Millionen Toten halten, was gegenüber 150 Millionen bei zögerlichem Handeln noch als Erfolg gewertet werden könnte.
Muffley ist über diesen Vorschlag entsetzt. Er will nicht „als größter Massenmörder seit Adolf Hitler in die Geschichte eingehen“. Daher holt er den sowjetischen Botschafter in die Kommandozentrale und kontaktiert den Moskauer Kreml. Der Botschafter klärt die Anwesenden auf, dass die Sowjetunion eine Weltvernichtungsmaschine konstruiert und aktiviert habe, die einen atomaren Angriff automatisch und unaufhaltsam beantworten würde, indem sie alles Leben auf der Erde mit einem atomaren Fallout vernichten werde. Notgedrungen setzen nun beide Regierungen alle Mittel ein, um die fatale Lage zu meistern.
Präsident Muffley lässt den Luftwaffenstützpunkt zurückerobern. Kommandant Jack D. Ripper erschießt sich auf der Toilette, weil er fürchtet, unter der von ihm erwarteten Folter den Rückrufcode zu verraten. Dem britischen Austauschoffizier Group Captain Lionel Mandrake gelingt es dennoch, den Rückrufcode für die Bomber herauszufinden. Nach diversen Schwierigkeiten schafft er es schließlich, eine Verbindung zum Pentagon herzustellen und den Code durchzugeben. Fast alle Bomber kehren daraufhin um. Drei Maschinen haben die Russen zuvor abgeschossen, ein Flugzeug mit dem Spitznamen The Leper Colony („Die Leprakolonie“) unter dem Kommando des texanischen Majors „King“ Kong ist hingegen nur von einer Raketenexplosion in der Nähe beschädigt worden. Dabei ist die Funkanlage zerstört worden, sodass die Besatzung den Befehl zur Rückkehr nicht mehr empfangen kann und weiterfliegt.
The Leper Colony verliert Treibstoff und kann weder das primäre noch das sekundäre Angriffsziel (die der sowjetischen Luftabwehr gegen den Protest von General Turgidson mitgeteilt worden sind) erreichen. Nach Berechnung der verbleibenden Reichweite entscheidet sich die Besatzung deshalb für eines der in den Einsatzunterlagen ausgewiesenen Ausweichziele. Da das Flugzeug so tief fliegt, dass es vom gegnerischen Radar nicht erfasst werden kann, ist es der sowjetischen Luftabwehr nicht möglich, es abzufangen. The Leper Colony führt daher den Angriff weiterhin aus – nun lässt sich aber der Bombenschacht nicht öffnen. Major Kong steigt selbst hinunter, klettert auf eine der beiden Wasserstoffbomben, wo es ihm gelingt, das Problem zu beseitigen: Die Klappen öffnen sich und die Bombe wird abgeworfen, während er selbst noch darauf sitzt. In einer (späterhin legendären) Sequenz stürzt der texanische Offizier daraufhin Richtung Ziel – rittlings auf der Bombe sitzend, mit Freudengejohle, seinen Cowboyhut schwenkend.
Das nunmehr absehbare Ende der Zivilisation sorgt im US-Hauptquartier jedoch nur kurz für Bestürzung. Dr. Seltsam, ein im Rollstuhl sitzender deutscher Wissenschaftler, der jetzt für die US-amerikanische Regierung arbeitet, erklärt anschaulich, wie das Überleben eines kleinen Teils der US-amerikanischen Nation in Bergwerksstollen doch noch gesichert werden könnte. Um auch nach dem auf 100 Jahre angelegten Projekt die militärische Überlegenheit sicherzustellen, schlägt der Wissenschaftler, der kaum seinen rechten Arm vom Hitlergruß abhalten kann, ein Zuchtprogramm für Menschen vor, das u. a. polygyne Lebensgemeinschaften mit je zehn Frauen pro Mann vorsieht. Ein Elektronengehirn würde die tüchtigsten und genetisch perfekten Teilnehmer auswählen. Natürlich müsste die politische und militärische Führungsschicht mit in die Bergwerke evakuiert werden, um Disziplin und Ordnung aufrechtzuerhalten. Diese Aussicht findet bei den anwesenden Politikern und Militärs großen Zuspruch. Dr. Seltsam erhebt sich plötzlich aus seinem Rollstuhl und schreit: „Mein Führer, ich kann wieder gehen!“ (im englischen Original: „Mein Führer, I can walk!“).
Die Schlusssequenz zeigt – musikalisch untermalt von dem überaus populären britischen Kriegsschlager We’ll Meet Again, vorgetragen von Vera Lynn – die Vernichtung der menschlichen Zivilisation durch Atombombenexplosionen.

## Hintergrund

### Vorlage:Red Alert
Dr. Seltsam basiert auf dem Roman Red Alert, den Autor Peter George 1958 unter dem Pseudonym Peter Bryant veröffentlichte. In Deutschland ist das Buch bislang nur als Heftroman erschienen, und zwar 1961 unter dem Titel Bei Rot: Alarm! als Utopia Zukunftsroman Nr. 300. Peter George arbeitete dann zusammen mit Kubrick und dem Satiriker Terry Southern am Drehbuch für Dr. Seltsam. Red Alert ist wesentlich nüchterner als Dr. Seltsam – die Figur des Dr. Seltsam kommt zum Beispiel überhaupt nicht vor. Es war Southern, der die satirischen und schwarzhumorigen Elemente in das Drehbuch einbrachte.
Bis kurz vor dem Abwurf der Bombe gleicht die Handlung praktisch der des Films, dann entwickelt sie sich jedoch völlig anders. So wirft auch im Buch eine schwer beschädigte B-52 ihre Wasserstoffbombe ab (auf der niemand reitet), jedoch verfehlt sie ihr Ziel; sie ist überdies auch noch so beschädigt, dass nur ihr Atomsprengkopf zündet. Dies hat im Gegensatz zur Filmhandlung nicht die automatische Zündung der Weltvernichtungsmaschine zur Folge, da diese laut Buch nur manuell gezündet werden kann. Der Interkontinentalraketen-Komplex wird nicht zerstört, und auch die nahegelegene Stadt bleibt nahezu unversehrt. Nachdem der sowjetische Marschall eingewilligt hat, auf die ihm vom amerikanischen Präsidenten zur Wiedergutmachung gewährte Zerstörung einer amerikanischen Stadt zu verzichten, endet das Buch mit der Erkenntnis des Präsidenten, dass nach der kurz bevorstehenden Stationierung amerikanischer Interkontinentalraketen ein Krieg zwischen den beiden Supermächten sinnlos wäre, da dieser die sofortige Auslöschung der beiden Weltmächte zur Folge hätte. Der General, der seiner Staffel den Angriffsbefehl gab, wollte nämlich einem seiner Meinung nach unmittelbar bevorstehenden Angriff der Sowjets zuvorkommen, bevor diese ihre Interkontinentalraketen einsatzbereit machen konnten.
Im selben Jahr und vom selben Studio (Columbia) wurde der Film Fail-Safe von Sidney Lumet, basierend auf dem gleichnamigen Roman von Eugene Burdick, veröffentlicht. Fail-Safe behandelt das gleiche Thema wie Dr. Strangelove – einen unbeabsichtigten Atomkrieg –, aber ohne den schwarzen Humor und die satirischen Elemente von Dr. Strangelove.

### Besetzung und Figuren
Der Star des Films ist Peter Sellers. Er spielt gleich drei Rollen, wobei er einen Teil der Dialoge improvisierte:
- Group Captain Lionel Mandrake, ein vernünftiger, wohlmeinender britischer Austauschoffizier
- Merkin Muffley, der US-amerikanische Präsident, bescheiden, besonnen und offenkundig leicht überfordert

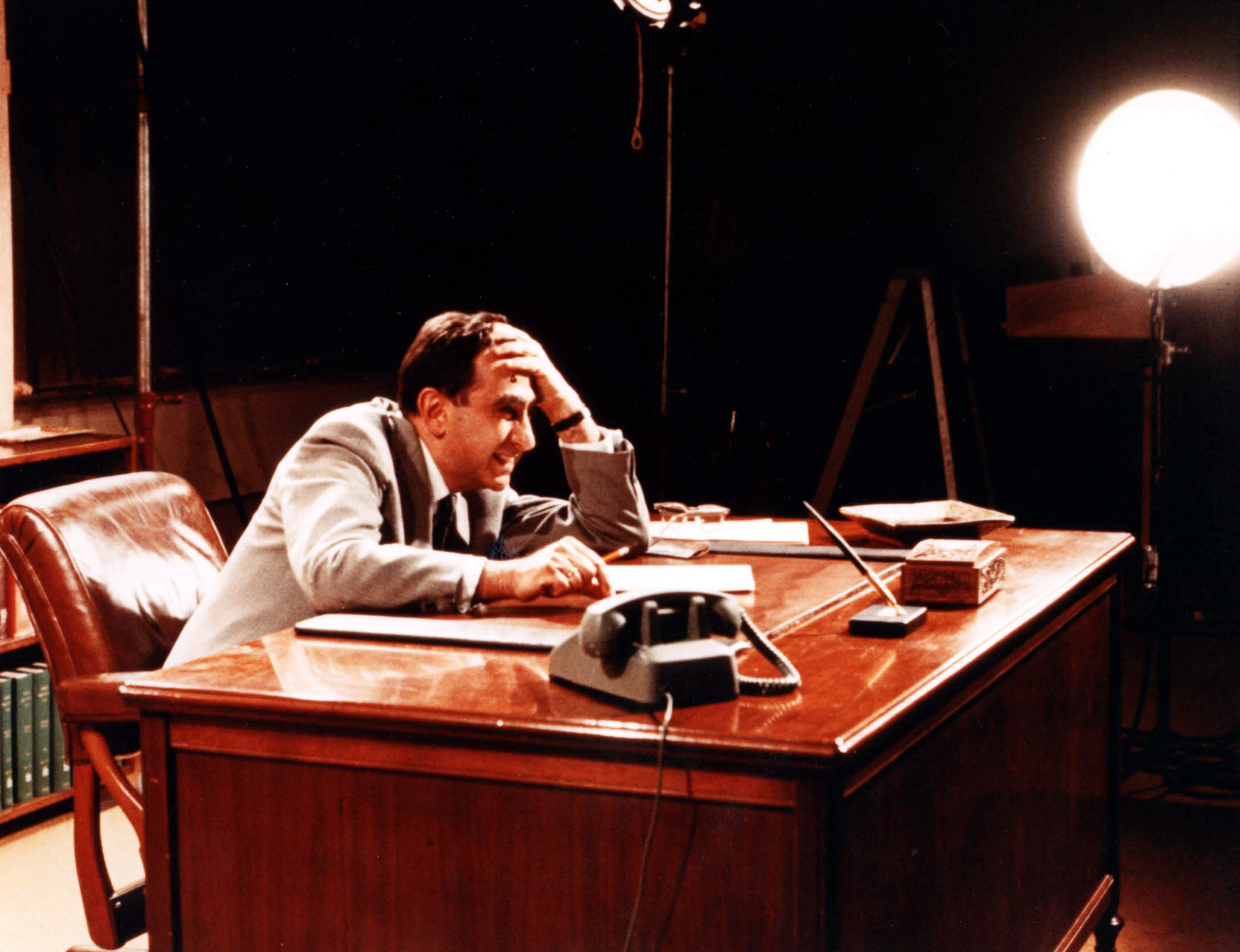
Edward Teller („Vater der Wasserstoffbombe“) war ein gehbehinderter Wissenschaftler, der zeitweise in Deutschland lebte und mehrmals seinen Namen änderte. In den USA arbeitete er unter anderem für die Regierung.

- Edward Teller („Vater der Wasserstoffbombe“) war ein gehbehinderter Wissenschaftler, der zeitweise in Deutschland lebte und mehrmals seinen Namen änderte. In den USA arbeitete er unter anderem für die Regierung.Dr. Seltsam, ein deutscher Wissenschaftler – sein Name im Original ist Strangelove (Merkwürdige Liebe). Diese Figur scheint auf Herman Kahn, John von Neumann, Wernher von Braun, Edward Teller und dem damaligen US-Verteidigungsminister Robert Strange McNamara zu basieren. Vorbild für diesen Protagonisten soll auch Sidney Gottlieb gewesen sein; beide sind gehbehindert, Dr. Strangelove (Peter Sellers) sitzt im Rollstuhl. Gottlieb hatte einen Klumpfuß, war in die Operation Paperclip involviert; der Name der Filmfigur spielt auf John Gittingers Forschungen über seltsame Formen der Erotik im damaligen San Francisco an.[3] Dr. Seltsam ähnelt einem verrückten Wissenschaftler.
- Ursprünglich sollte Sellers auch die Rolle des Major Kong spielen; wegen einer vermeintlichen Beinverletzung übernahm er diese aber nicht. Gerüchten zufolge soll Sellers die Verletzung nur vorgetäuscht haben (wie in dem biografischen Film The Life and Death of Peter Sellers angedeutet).

In weiteren Hauptrollen agieren:
- Sterling Hayden als paranoider General Jack D. Ripper, dessen Name auf den Serienmörder Jack the Ripper anspielt. Vorbild soll General Thomas S. Power gewesen sein.
- Slim Pickens als Major Kong, Kapitän des alles entscheidenden Unglücksbombers, spielte einen texanischen Vorzeige-Cowboy voller patriotischer Überzeugung.
- George C. Scott als General Buck Turgidson, der als US-Luftwaffengeneral die Flucht nach vorn antreten und mit allem Verfügbaren nachsetzen will. Diese Figur basiert sehr wahrscheinlich auf Curtis E. LeMay, dem damaligen Chef der strategischen Bomberflotte.
- Tracy Reed verkörpert Miss Scott, General Turgidsons Sekretärin und Geliebte, die einzige weibliche Figur in diesem Film.
- James Earl Jones hatte in diesem Film als Bombenschütze sein Schauspieldebüt.

### Das Drehbuch und seine Anspielungen
Der Film spielt im Wesentlichen in Echtzeit. Zunächst sollte es eine ernsthafte Auseinandersetzung mit der nuklearen Bedrohung werden, doch je intensiver sich Kubrick mit der Materie beschäftigte, desto wahnsinniger erschien ihm das Thema. Durch die Einbeziehung von Komikautoren gelang es ihm, die beklemmende Mischung aus tatsächlich vorstellbarem Wahnsinn in all seiner bestechenden Logik und absurder Komik zu einer zeitlosen Bestandsaufnahme menschlicher Allmachtsphantasien werden zu lassen. Die in einem früheren Stadium erwogene Idee, das Geschehen als von Außerirdischen gefundene Dokumentation der Zerstörung der Welt zu präsentieren, ließ Kubrick wieder fallen. In 2001: Odyssee im Weltraum hatte er eine ähnliche Idee, entfernte jedoch kurz vor der Premiere den Off-Erzähler wieder.
Die Schlusssequenz des Films zeigt Aufnahmen von Kernwaffentests, unter anderem von Operation Crossroads (Baker) und Operation Castle (Bravo).
In der Originalfassung fragt General Turgidson, als Dr. Seltsam auftritt: “Strangelove? What kind of a name is that? That ain’t no Kraut name, is it, Stainesey?” („Strangelove? Was ist das für ein Name? Das ist doch kein Kraut-Name, Stainesey, oder doch?“). Der Angesprochene erwidert: “He changed it when he became a citizen. Used to be Merkwürdigeliebe.” („Er änderte seinen Namen, als er Staatsbürger wurde. Früher hieß er Merkwürdigeliebe.“)
Die Paranoia General Rippers ist die Anspielung auf die in der McCarthy-Ära in den USA weit verbreiteten Vorstellungen von „kommunistischer“ Infiltration des Trinkwassers zur Schädigung der Potenz des amerikanischen Mannes. Damit wurde beinahe nahtlos an die im nationalsozialistischen Rassenwahn propagierte Sorge um die sogenannte Reinhaltung des Blutes angeknüpft. Unter den Verschwörungstheorien gab es auch eine, deren Gegenstand die Fluoridierung des Trinkwassers in den USA war. Ripper trank aus diesem Grunde im Film nur noch destilliertes bzw. Regenwasser, vermischt mit reinem Alkohol, was seinen Verstand und schließlich die Welt zerstörte. Wegen dieser Fluoridierung trinken die „Russkis“ seiner Meinung nach nur Wodka.
Der Name des „erfolgreichen“ Bombers The Leper Colony bezieht sich auf den Film Der Kommandeur (1949), in dem Gregory Peck als neuer Chef einer US-Bomberstaffel die schlechtesten Crewmitglieder im B-17-Bomber des gleichen Namens zusammenfasst.
Die in dem Film behandelte Weltvernichtungsmaschine (doomsday device) bekam später einen Realitätsbezug. Seit den 1980er Jahren existiert in der Sowjetunion ein System, das dem Prinzip der Weltvernichtungsmaschine nahekommt, die „Tote Hand“.
Zuständig für das Design der Kommandozentrale, in der sich Politiker und Generäle zu Anfang des Films einfinden, war Ken Adam. Er wirkte auch bei zahlreichen James-Bond-Filmen mit und entwarf dort unter anderem die Geheimwaffen und die Kommandozentralen der Bösewichte. Das Motiv der Kommandozentrale mit den riesigen Monitoren, dem großen Rundtisch und der charakteristischen Beleuchtung wurde in späteren Filmen und Serien (vorwiegend Komödien und Zeichentrickserien) oft aufgegriffen.
Abgesehen von Mrs. Foreign Affairs, die auf dem Playboy-Cover erscheint und im Schlafzimmer von General Turgidson diesen von General Rippers Angriffsbefehl informiert, wird der Film ausschließlich von Männern bevölkert. Dabei sorgen ständige Anspielungen (sowohl bildlich als auch verbal) auf unterdrückte Triebe und Allmachtsphantasien für eine sexuelle Aufladung des Geschehens. Schon die dem Vorspann unterlegte Luftbetankung ist mit der phallusähnlichen Form des Auslegers eine solche Anspielung. General Jack D. Rippers Name erinnert an den berühmten Prostituiertenmörder Jack the Ripper, und der Vorname des Präsidenten Merkin Muffley bezeichnet im Slang ein Schamhaartoupet. Sämtliche Protagonisten scheinen ihre Triebe zu unterdrücken und entwickeln für sich verschiedene Bewältigungsstrategien. Die theoretische Konstellation von zehn Frauen pro Mann in den Schutzräumen beschäftigt und interessiert die Herren in der Kommandozentrale mehr als logistische Aspekte einer Evakuierung. Und wenn sich Dr. Seltsam mit den Worten “Mein Fuehrer, I can walk!” aus seinem Rollstuhl erhebt, finden Allmachtsphantasien und Triebstau in einer finalen Apotheose zusammen.
Ursprünglich war ein anderes Ende vorgesehen: die Offiziellen sollten sich eine Tortenschlacht in der Kommandozentrale liefern. Die Szene wurde auch gedreht, jedoch nicht in die Schlussfassung des Films übernommen. Der Film endet mit Dr. Strangeloves Ausruf „Mein Fuehrer, I can walk!“ In der Szene, in der Major Kong die Liste des Notfallpäckcheninhalts vorliest, das unter anderem Kondome enthält, sagte Schauspieler Slim Pickens ursprünglich „Shoot, a fella could have a pretty good weekend in Dallas with that stuff!“. Anfang 1964, als der Film herauskommen sollte, hielt man diese Textpassage jedoch für unpassend, da US-Präsident Kennedy nur wenige Wochen zuvor in Dallas ermordet worden war. Die Szene wurde nachsynchronisiert, Kong spricht nun von einem netten Wochenende in Vegas. Man kann das Wort Dallas jedoch noch von seinen Lippen ablesen.

### Design
Ken Adams Produktionsgestaltung ist in erster Linie für die Kommandozentrale bekannt. Dass er auch das Flugzeuginnere gestaltete, ist kaum aufgefallen, denn es wirkt zu realistisch. Eines Tages erhielt er eine Notiz von Kubrick, in der dieser ihm mitteilte, das FBI könne sich ggf. für die Quellen interessieren, die Adam für seinen Entwurf konsultiert habe. In den USA war das Innere der B-52-Bomber ein streng gehütetes Geheimnis; Adam hatte sich in einer britischen Fliegerzeitschrift darüber informiert, wie es in solch einem Flugzeug aussah.
Der Vorspann wurde von Pablo Ferro entworfen. Für den amerikanischen Grafikdesigner war es die erste Arbeit an einem Vorspann. Kubrick wies ihn ein paar Monate nach Erscheinen des Films auf einen Fehler hin: Ferro schrieb im Vorspann „Base on the book […]“ statt „Based […].“ Bei Uhrwerk Orange arbeitete er Jahre später erneut für Kubrick.

### Filmmusik
- Eine klassische Interpretation von Try a Little Tenderness (im Original von Otis Redding) wird in der Eröffnungsszene gespielt, während im Vordergrund die Titel erscheinen und im Hintergrund eine Luftbetankung eines B-52-Bombers durchgeführt wird. Die Szenerie erweckt, unterstrichen durch die an Hollywoodromanzen erinnernde Interpretation, Erinnerungen an den Liebesakt von Libellen und unterstreicht damit zugleich die Verharmlosung der nuklearen Bedrohung.
- When Johnny Comes Marching Home, ein Lied aus dem Amerikanischen Bürgerkrieg, in dem die Rückkehr der Überlebenden gefeiert wird. Eine Instrumentalversion begleitet die Szenen, die in der B-52 spielen. (Die Melodie ist international eher durch das Kinderlied The Animals Went In Two By Two, das von der Arche Noah handelt, bekannt.)
- We’ll Meet Again von Vera Lynn, ein optimistisches, sentimentales Lied aus dem Zweiten Weltkrieg, begleitet die Zerstörung der Erde durch Atombomben am Schluss des Films.

### Einfluss und mögliche Fortsetzung
Dr. Seltsam war in den 1960er-Jahren Gegenstand einer Kongressdebatte. Adam zufolge bat Ronald Reagan Anfang der 1980er-Jahre bei seiner Amtseinführung als Präsident der Vereinigten Staaten darum, den War Room im Weißen Haus gezeigt zu bekommen, den er aufgrund des Films für tatsächlich existent hielt. Der Film hatte sich so sehr in das kulturelle Gedächtnis vieler eingegraben, dass die Begebenheiten gemeinhin wahrgenommen wurden, als hätten sie tatsächlich stattgefunden. Ronald Reagans Frage war indes gar nicht so weit von der Realität entfernt, wie es im ersten Moment scheint: Die englische Regierung hatte während des Zweiten Weltkriegs in London geschützte War Rooms. Diese sind heute eine vielbesuchte Touristenattraktion.
Kubrick plante in den 1990er-Jahren eine Fortsetzung des Films, bei der er jedoch nur noch als Produzent fungieren wollte, ähnlich wie er es für A.I. – Künstliche Intelligenz geplant hatte. Regie sollte Terry Gilliam führen. Die Vorbereitungen bzw. Dreharbeiten zu A.I. und Eyes Wide Shut verschoben das Projekt jedoch immer wieder, sodass es nicht mehr zustande kam.
Wie viele andere Kubrick-Filme wurde Dr. Seltsam oft parodiert, u. a. in Die Simpsons, als Homer Simpson auf einer Atombombe reitet.

## Synchronisation
Die deutsche Fassung entstand 1964 bei der Berliner Synchron GmbH unter der Regie von Klaus von Wahl. Das Dialogbuch stammte von Fritz A. Koeniger.
| Rolle                              | Schauspieler     | Dt. Synchronstimme     |
| ---------------------------------- | ---------------- | ---------------------- |
| Group-Captain Mandrake             | Peter Sellers    | Friedrich Schoenfelder |
| US-Präsident Muffley               | Peter Sellers    | Harry Meyen            |
| Doktor Seltsam                     | Peter Sellers    | Siegmar Schneider      |
| General Buck Turgidson             | George C. Scott  | Arnold Marquis         |
| Brigadegeneral Jack D. Ripper      | Sterling Hayden  | Heinz Engelmann        |
| Major „King“ Kong                  | Slim Pickens     | Werner Schwier         |
| Colonel Bat Guano                  | Keenan Wynn      | Konrad Wagner          |
| Sowjetischer Botschafter DeSadesky | Peter Bull       | Martin Hirthe          |
| Lieutenant Lothar Zogg             | James Earl Jones | Alexander Welbat       |
| Mr. Staines                        | Jack Creley      | Jürgen Thormann        |
| Captain ‘Ace’ Owens                | Shane Rimmer     | Edgar Ott              |

## Kritiken
„Kubricks böse Atomkriegssatire zeigt die militärischen und politischen Umtriebe konsequent als Pandämonium des Irrsinns. Die groteske Stilisierung der Figuren und Schauplätze entlarvt das ‚Gleichgewicht des Schreckens‘ als labiles Konstrukt, das jederzeit durch banale Zufälle und menschliche Schwächen zum Albtraum werden kann. Einer der radikalsten, bittersten und treffsichersten Filme zum Thema.“

„Im Schatten der Kuba-Krise, die 1962 die Welt an den Rand der nuklearen Katastrophe brachte, drehte Stanley Kubrick – begleitet von Protesten aus Militärkreisen – diese außergewöhnlich gute und überaus respektlose Kriegssatire, die gleichzeitig unsinniges Wettrüsten als Farce darstellt und außerdem kritisiert, dass Naziwissenschaftler in den Diensten der USA stehen. Peter Sellers ist als Präsident, als Fliegeroffizier und Dr. Seltsam einmal mehr ‚Hans Dampf in allen Gassen‘.“

„Eine makabre Groteske, die zwischen Scherz und lähmendem Entsetzen balanciert und die nur dort ihre Wirkung verliert, wo sie sich eindeutig für den Scherz entscheidet. Auch die Figur des Dr. Seltsam, in dem offenbar die ehemals deutschen Raketenfachleute persifliert werden sollen, überzeugt nicht recht. Sie ist allzu karikiert und diskreditiert durch faschistische Akzente allgemein die Eggheads. Sonst aber gelingt es Kubrick, durch eine raffinierte Inszenierung Gelächter in Grauen aufgehen zu lassen, deutlich zu machen, wie eine perfekte Maschinerie dem Fehlverhalten – möglicherweise – bornierter Einzelgänger ausgeliefert ist.“

Der Schriftsteller Stephen King lobte Kubrick dafür, dass es ihm regelmäßig gelang, „den Punkt, wo das Land des Horrofilms ans Land der schwarzen Komödie angrenzt“ zu beschreiten und diese Grauzone zu besetzen. Als Beispiele führt er dabei Szenen der Filme Dr. Seltsam oder: Wie ich lernte, die Bombe zu lieben, Uhrwerk Orange und 2001: Odyssee im Weltraum an. Dr. Seltsam könne man nach seiner Darstellung als „politischen Horrorfilm ohne Monster“ betrachten und die Szene, bei der Keenan Wynn mit seiner Maschinenpistole einen Cola-Automaten in die Luft ballert, damit der Held das Kleingeld bekommt, um Washington anzurufen, damit er den Dritten Weltkrieg verhindern kann, gehöre zu den Szenen, die „ebenso oft wildes Gelächter wie Entsetzen auslösen kann, wenn man die Grenze zu Tabuland überschreitet.“

## Auszeichnungen
Oscarverleihung 1965
- Nominierung in der Kategorie Bester Film für Stanley Kubrick
- Nominierung in der Kategorie Beste Regie für Stanley Kubrick
- Nominierung in der Kategorie Bestes adaptiertes Drehbuch für Peter George, Stanley Kubrick und Terry Southern
- Nominierung in der Kategorie Bester Hauptdarsteller für Peter Sellers

British Academy Film Awards 1965
- Auszeichnung in der Kategorie Bester Film
- Auszeichnung in der Kategorie Bester britischer Film
- Auszeichnung in der Kategorie Bestes britisches Szenenbild (Ken Adam)
- Auszeichnung mit dem United Nations Award
- Nominierung in der Kategorie Bester britischer Schauspieler (Peter Sellers)
- Nominierung in der Kategorie Beste britische Kamera (Stanley Kubrick, Peter George, Terry Southern)
- Nominierung in der Kategorie Bester ausländischer Schauspieler (Sterling Hayden)

Stanley Kubrick gewann u. a. den Drehbuchpreis für die beste amerikanische Komödie der Writers Guild of America, den Regiepreis bei den New York Film Critics Circle Awards, die dänische Bodil für den besten europäischen Film, den Preis des Sindacato Nazionale Giornalisti Cinematografici Italiani und den französischen Étoile de Cristal für den besten ausländischen Film (Prix International); für den Regiepreis der Directors Guild of America wurde er nominiert.
Im Jahr 2003 erstellte die Bundeszentrale für politische Bildung in Zusammenarbeit mit zahlreichen Filmschaffenden einen Filmkanon für die Arbeit an Schulen und nahm diesen Film in ihre Liste mit auf. Das American Film Institute sieht das Werk unter den 100 besten amerikanischen Filmen (Platz 26). In der aktualisierten Ausgabe von 2007 wird der Film auf Platz 39 geführt. 1989 wurde er in das National Film Registry der Library of Congress aufgenommen.

## Aktuelle Bezugnahme auf den Film
Im Zusammenhang mit der Präsidentschaft von Donald Trump wurden aktuelle Vergleiche gezogen zwischen den Kurznachrichten des Präsidenten und der Filmsatire. Insbesondere die Tweets, in denen Trump droht, Nordkorea mit Feuer und Zorn zu überziehen und darauf hinweist, dass sein Atomknopf größer und funktionsfähiger sei, wecken Erinnerungen an den Film. Die Unberechenbarkeit von Trump weckte Ängste, er könne einen Atomkrieg im Alleingang auslösen, ähnlich wie in dem Film dargestellt.